# Список умерших в 1900 году
В этой статье представлен список известных людей, умерших в 1900 году.
- См. также: Категория:Умершие в 1900 году

## Январь
- 6 января — Валериан Лигин (53) — русский математик, доктор технических наук, статский советник, действительный статский советник, тайный советник.
- 15 января — Генрих Франц Гауденц Рустиге (89) — немецкий художник.
- 20 января — Флорентий Павленков (60) — российский книгоиздатель и просветитель, создатель книжной биографической серии «Жизнь замечательных людей».
- 20 января — Джон Раскин (80) — британский писатель и художественный критик.
- 24 января — Исаак Артом (70) — итальянский государственный деятель, сенатор Королевства и мемуарист.
- 24 января — Георгий Церетели (57) — известный грузинский писатель, поэт, публицист и романист.
- 31 января — Джон Шолто Дуглас (55)[1] — 9-й маркиз Куинсберри, шотландский дворянин, отец Альфреда Дугласа.

## Февраль
- 18 февраля — Эудженио Бельтрами (64), итальянский математик (родился в 1835)
- 23 февраля — Леон Наган (Léon Nagant), конструктор оружия, фабрикант (родился в 1833)[2]
- 26 февраля — Леопольд Груцмахер (Leopold Grützmacher), немецкий виолончелист и композитор (родился в 1835)

## Март
- 2 марта — Антонио де Серпа Пиментель (António de Serpa Pimentel, 74), португальский политик, премьер-министр (родился в 1825)
- 3 марта — Франц Генрих Ройш, католический теолог (родился в 1825)
- 3 марта — Людвиг Пурчеллер (Ludwig Purtscheller, 50), альпинист, преподаватель (родился в 1849)
- 6 марта — Карл Бекштейн, немецкий фортепьянный мастер (родился в 1826)
- 6 марта — Готтлиб Даймлер, немецкий инженер и изобретатель (родился в 1834)
- 19 марта — Чарльз-Луис Ханон, французский пианист и композитор (родился в 1819)
- 2 марта — Исаак Мэйер Виз, американский раввин (родился в 1819)
- 23 марта — Думбас, Николаос (69), известный греко-австрийский предприниматель и меценат.
- 28 марта — Венсан, граф Бенедетти, французский дипломат (родился в 1817)

## Апрель
- 1 апреля — Герман Бёлау, немецкий книготорговец-издатель (родился в 1826)
- 3 апреля — Йозеф Бертранд, французский математик (родился в 1822)
- 6 апреля — Михаил Дубельт (78),русский генерал от кавалерии, генерал-майор, комендант Тифлисской Александропольской крепости.
- 7 апреля — Фредерик Эдвин Чёрч, американский пейзажист (родился в 1826)
- 13 апреля — Моисей Торопов, участник обороны Севастополя 1854 — 1855 годов.
- 18 апреля — Рудольф Хароузек, венгерский гроссмейстер (родился в 1873)
- 23 апреля — Эдвард Оксфорд (78),первый из восьми человек, покушавшихся на жизнь королевы Виктории.
- 27 апреля — Василий Васильев (72),российский учёный-синолог, буддолог.
- 28 апреля — Франциск Богушевич (60) — белорусский поэт, один из основоположников новой белорусской литературы.
- 28 апреля — Израэль Познански, филантроп и бизнесмен (фабрикант) (родился в 1833)

## Май
- 1 мая — Сергей Корсаков (46) — выдающийся русский психиатр.
- 1 мая — Михай Мункачи (56) — венгерский художник, мастер портретной, жанровой и исторической живописи.
- 1 мая — Валериан Шеффер — филолог.
- 2 мая — Иван Айвазовский (82) — известный русский художник-маринист.
- 4 мая — Юлиан Сас-Куиловский — епископ Украинской грекокатолической церкви.
- 6 мая — Евгений Борисов — публицист и общественный деятель, этнограф.
- 10 мая — Михаил Сабинин — историк грузинской церкви.

## Июнь
- 3 июня — Мэри Кингслей, английский этнолог и туристическая писательница (родилась в 1862).
- 5 июня — Крейн, Стивен (28) — американский писатель и публицист; туберкулёз.
- 8 июня — Хенри Веллеслей, британский офицер, третий герцог Веллингтона (родился в 1846).
- 11 июня — Бёлль Бойд, шпионка в Гражданскую войну в США (родилась в 1843).
- 12 июня — Жан Фредерик Френе, французский математик, астроном и метеоролог (родился в 1816).
- 16 июня — Франсуа Орлеанский, принц де Жуанвиль, французский адмирал (родился в 1818).
- 20 июня — Иоанникий (Руднев) (74) — епископ Православной Российской Церкви.
- 23 июня — Зонтаг, Карл (72) — немецкий актёр, брат певицы Генриетты Зонтаг.

## Июль
- 27 июля — Адольф Фоглар[нем.] (78) — австрийский юрист и писатель (род. 7 марта 1822).
- 29 июля — Умберто I (56) — второй король Италии (с 1878).
- 30 июля — Григорий Джаншиев (49) — российский правовед, публицист, историк и армянский общественный деятель.

## Август
- 4 августа — Исаак Левитан (39) — российский художник; аневризма сердца.
- 12 августа — Вильгельм Стейниц (Вильгельм Штайниц) (64) — шахматист, первый официальный шахматный чемпион мира.
- 13 августа — Мундин Джо — британский преступник, приговорённый к австралийской каторге и ставший одним из наиболее известных бушрейнджеров Западной Австралии.
- 13 августа — Владимир Сергеевич Соловьёв (47) — выдающийся русский философ, поэт, публицист, литературный критик, сыгравший значительную роль в развитии русской философии и поэзии конца XIX — начала XX веков.
- 24 августа — Владимир Васильев (72) — русский артист оперы (бас).
- 25 августа — Фридрих Ницше (55) — выдающийся немецкий философ, поэт; скончался в психиатрической лечебнице в Веймаре.
- 25 августа — Курода Киётака (59) — японский государственный деятель.
- 25 августа — Павел Шейн (74) — этнограф, лингвист, фольклорист, знаток быта и говоров Северо-Западного края.
- 29 августа — Бруно Абаканович (47) — русский и польский математик, инженер-электротехник, мостостроитель, изобретатель.

## Сентябрь
- 3 сентября — Гавриил Пясецкий (62) — историк-краевед Орловской губернии.
- 11 сентября — Отто Мартин Торелль (72) — шведский геолог, натуралист и покоритель Северного полюса.

## Октябрь
- 9 октября — Генрих фон Герцогенберг (57), австрийский композитор.
- 11 октября — Август Вебер (71), министр финансов Великого герцогства Гессен в 1884—1898 годах.
- 24 октября — Николай Тихомиров (43), русский инженер-путеец, строитель, общественный деятель, один из основателей Новосибирска.
- 31 октября — Станислав Щепановский (53), польский инженер, юрист, экономист, химик.

## Ноябрь
- 11 ноября — Фердинанд Миллер (63) — российский астроном.
- 14 ноября — Иуда Бегак — русско-еврейский писатель, филолог, лингвист и толкователь Библии
- 15 ноября — Адольф Пихлер — австрийский писатель и натуралист (родился в 1819).
- 16 ноября — Соломон Коген — караимский меценат.
- 17 ноября — Александр Имеретинский — русский князь и генерал (родился в 1837).
- 18 ноября — Александр Верховцев (63) — руководитель Екатерининской железной дороги.
- 22 ноября — Артур Салливан — английский композитор (родился в 1842).
- 25 ноября — Виллибальд Бейшлаг — немецкий евангелический теолог и профессор (родился в 1823).
- 30 ноября — Оскар Уайльд (46) — английский писатель.

## Декабрь
- 4 декабря — Вильгельм Лайбль, немецкий художник (родился в 1844)
- 7 декабря — Аврамий Асланбегов, российский флотоводец и историк флота, вице-адмирал. (родился в 1822)
- 12 декабря — Александр Кониский (64),украинский поэт, прозаик.
- 21 декабря — Фердинанд Гросс, австрийский журналист, писатель, редактор и поэт.
- 22 декабря — Леонхард фон Блументаль, прусский генерал-фельдмаршал (родился в 1810)
- 29 декабря — Василий Калинников (34) русский композитор.
- 31 декабря — Ганнибал Гудвин, американский священнослужитель и изобретатель (родился в 1822)